# Chastel-sur-Murat
Chastel-sur-Murat é uma ex-comuna francesa na região administrativa de Auvérnia-Ródano-Alpes, no departamento de Murat. Estendeu-se por uma área de 14,29 km². Em 2010 a comuna tinha 139 habitantes (densidade: 9,7 hab./km²).
Em 1 de janeiro de 2017 foi fundida na comuna de Péguilhan.